# Barbora z Rottalu
Barbora z Rottalu, svobodná paní z Tolberka (německy Barbara von Rottal Freiin von Thalberg; 22. července 1500 nebo 31. března 1501? – 31. března 1550, pravděpodobně na panství Fulnek na Moravě, pohřbena byla v minoritském kostele ve Vídni) byla rakouská a moravská šlechtična z rodu Rottalů, zřejmě nemanželská dcera císaře Maxmiliána I. Byla provdána za Zikmunda z Ditrichštejna (1484–1533), který významně pozvedl rod Ditrichštejnů.

## Původ
Podobně jako není známé přesné datum Barbořina narození, předmětem sporů je také její původ, neboť existují důkazy, že nebyla dcerou svého nominálního otce Jiřího z Rottalu na Thalbergu (* kolem roku 1460–1526), nýbrž mohla být nemanželskou dcerou císaře Maxmiliána I. Rozdílné názory jsou také na identitu Barbořiny matky. Podle některých jí nebyla Markéta z Rappachu, manželka Jiřího z Rottalu, nýbrž Markéta z Edelsheimu, což však nelze z pramenů blíže doložit.
O otcovství císaře Maxmiliána existuje řada více či méně přímých důkazů. Jedním z nich je jeho velký zájem o sňatek Barbory z Rottalu se svým chráněncem Zikmundem z Ditrichštejna. Císař budoucí sňatek osobně plánoval již v roce 1508, kdy Barboře bylo pouhých 8 let. Císař s 25letým Ditrichštejnem uzavřel smlouvu, že se neožení bez „souhlasu císaře“. Císařský dokument byl vydán 22. prosince 1513 v Augsburgu („Augsburská dohoda“). Císař si navíc nechal od Ditrichštejna podepsat závazek ke sňatku s Barborou z Rottalu, které bylo v té době asi 13 let, a pokud tak neučiní, přijde o několik svých panství. Další podmínkou byl vstup Barbory z Rottalu, jejího otce Jiřího z Rottalu i Zikmunda z Ditrichštejna do Maxmiliánem obnoveného Korutanského řádu sv. Jiří. Císař tak vyvíjel značný tlak, aby ho Ditrichšejna zavázal ke sňatku s velmi mladou Barborou, což ukazuje, že měl na jejím sňatku velmi osobní zájem.

## Život
Barbora z Rottalu jako zřejmě nemanželská dcera císaře Maxmiliána I. a Markéty z Rappachu, vyrůstala v domácnosti své matky, provdané za Jiřího z Rottalu svobodného pána z Tolberka, a tedy pravděpodobně i v Ditrichštejnském paláci v Herrengasse ve Vídni, který sňatkem Barbory připadl Ditrichštejnům. Palác v roce 1811 získala arcivévodkyně Marie Beatrix z Este, dcera a jediná dědička modenského vévody Herkula III., odkud pochází pozdější název budovy - Palais Modena, kde v současnosti sídlí rakouské ministerstvo vnitra.

### Sňatek z Ditrichštejnem

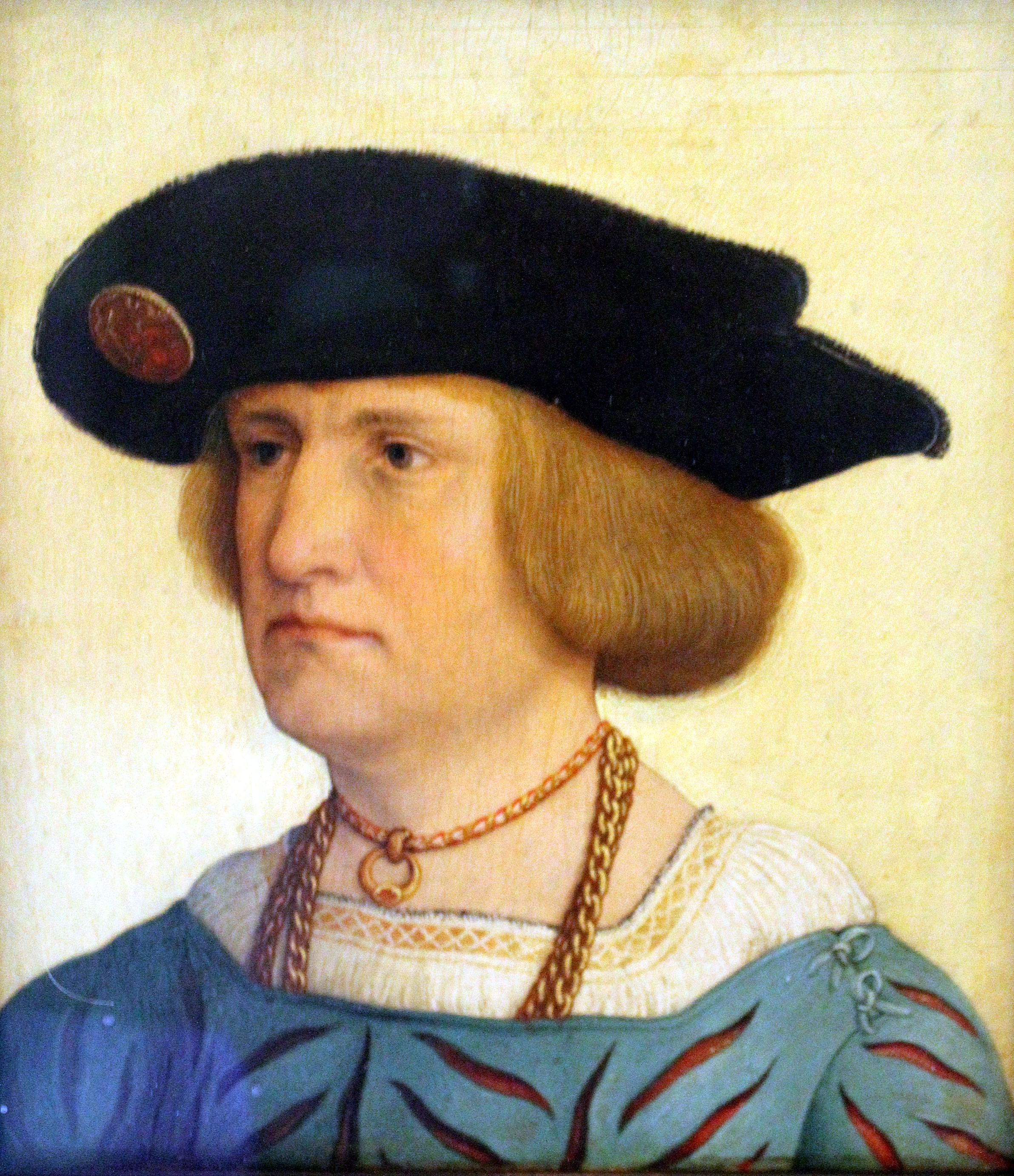
Zikmund z Ditrichštejna, Barbořin první manžel

Samotná skutečnost, že se císař takto angažoval ve sňatku šlechtické dcery je velmi neobvyklá. Panovník se obvykle nezabývá vdavky konkrétních šlechtických dcer. Za nejjasnější známku toho, že císař Maxmilián byl skutečným otcem Barbory z Rottalu, je zřejmě svatební obřad z 23. července 1515.
Sňatek baronky Barbory z Rottalu byl koncipován zcela jinak, než bývá obvyklé. Stal se součástí významného setkání evropských panovníků, známého jako „první vídeňský kongres“ v roce 1515. Zde se ve vídeňské katedrále sv. Štěpána konala "vídeňská dvojsvatba", při níž byli oddáni vnuk císaře Maxmiliána s dcerou českého a uherského krále Vladislava II. a Maxmiliánova vnučka s Vladislavovým synem. Tímto sňatkem byl vytvořen rozhodující základ pro velmocenské postavení habsburského rodu, který tím později v roce 1526 získal českou a uherskou královskou korunu. Následujícího dne se pak uskutečnil třetí sňatek mezi Barborou z Rottalu a Zikmundem z Ditrichštejna, po kterém následoval rytířský turnaj.
Večer se pak pro tento pár konala slavnostní večeře ve vídeňském Hofburgu, na které se prý podávalo 300 jídel, a kterého se účastnili nejvýznamnější knížata a hodnostáři. Kromě císaře Maxmiliána I. a krále Vladislava II. také jeho bratr, polský král Zikmund I., uherský Ladislav II., české princezny Anna Jagellonská a Marie Habsburská a jejich manželé princ Ludvík, vévodové Jindřich Brunšvický, Vilém IV. a Ludvík X. Bavorští, Albrecht VII. Meklenburský a Kazimír Braniborský, Jan III. Falcký. Z duchovních knížat dva kardinálové uherský primas a arcibiskup ostřihomský Tomáš Bakócz (1498-1521) a gurský biskup Matyáš Lang z Wellenburg (1505-1522) a třináct biskupů, včetně kníže-arcibiskupa salcburského Leonharda z Keutschachu (1495-1519) a zastoupeni byli brémský arcibiskup Kryštof Brunšvicko-Wolfenbüttelský (1511–1558) a řada dalších velmožů.
Ještě pozoruhodnější je, že Barbora z Rottalu byla nejen pozvána na takovouto hostinu do Hofburgu, ale navíc zaujala čestné místo v královském kruhu, neboť seděla po pravici císaře Maxmiliána a po levici českého a uherského krále Vladislava II. Byla tedy na čestnějším místě, než královské princezny. Navíc, ačkoli u stolu byla přítomna matka nevěsty, Markéta z Rappachu a Zikmund z Ditrichštejna, nebyl přítomen otec nevěsty a "hostitel" Jiří z Rottalu. Císař Maxmilián vzdával Barboře z Rottalu královské pocty i v tomto vysoce oficiálním prostředí, což zřejmě nelze vysvětlit jinak, něž že on sám byl jejím otcem. Zvláštní vztah mezi císařem Maxmiliánem a rodem Ditrichštejnů je patrný i z jeho závěti, v níž nařídil, aby se na Zikmunda a rod Ditrichštejnů v láskyplných přímluvách pamatovalo stejně často jako na něj při zádušních mších a modlitbách.
Jako doklad hostiny a přítomných osob existují dvě vyobrazení, malba ze 17. století a kopie originálu ze 16. století uložená v Universalmuseum Joanneum ve Štýrském Hradci.

### Manželství
Barbora byla vdaná celkem třikrát:
- Jejím prvním manželem se stal Zikmund z Ditrichštejna říšský svobodný pán z Hollenburgu a Finkensteinu v Korutanech a Thalbergu ve Štýrsku (19. března 1484 Hartneidstein u Wolfsbergu – 19. května 1533) na základě předmanželského ujednání Zikmuna s císařem Maxmiliánam. Barbora se tímto sňatkem stala pramáti hraběcího a později knížecího rodu Ditrichštejnů, a také předkem velkého počtu rakouských, českých, uherských a německých šlechtických rodů. Její potomci jsou zastoupeni v mnoha rodech vysoké šlechty dědičných zemí rakouského arcidomu, stejně jako mezi španělskými, portugalskými a italskými rody.
- po smrti prvního manžela se Barbora provdala podruhé za slezského šlechtice Oldřicha Cetryse z Kynšperka. Opustila Vídeň a žila na slezských statcích, zejména ve Fulneku u Opavy. Ve Fulneku zůstala i po smrti svého druhého manžela.
- V roce 1544 se provdala potřetí. Jejím manželem se stal Balthasar von Schweinitz (Balcar Švajnic). Od roku 1548 žili manželé na fulneckém zámku, kde Balcar po Barbořině smrti dožil.[16]

## Závěr života
Barbora z Rottalu zemřela 31. května roku 1550, pravděpodobně na zámku Fulnek a byla pohřbena v minoritském kostele ve Vídni v kryptě svého rodu, v níž byl roku 1525 pochován její (zřejmě nevlastní) otec Jiří z Rottalu, roku 1522 její matka Markéta z Rappachu, její děd Kryštof z Rappachu a 1445 její pradědeček Kryštof z Rappachu. Na jejím hrobě je nápis: "Zde leží žena urozená, paní Barbora rozená svobodná paní z Rottalu a Tallbergu, vznešeného pána Balthasara von Schweinitz na Fulneku, která zemřela loni v květnu 1550".